# 丘帕希夫卡
50°22′25″N 34°35′2″E / 50.37361°N 34.58389°E

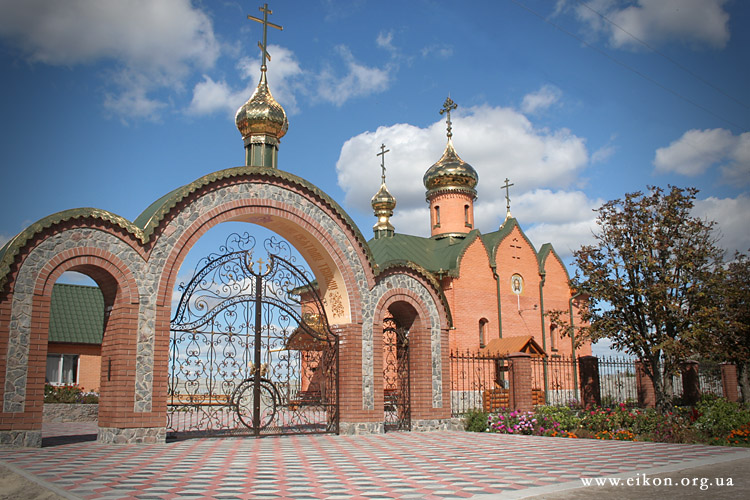
教堂

丘帕希夫卡（烏克蘭語：Чупахівка），亦译为丘帕霍夫卡，是烏克蘭東北部蘇梅州奥赫特尔卡区丘帕希夫卡市镇内的市級鎮及其行政中心。分別距離阿赫特爾卡26公里和蘇梅80公里，鎮上的製糖廠和麵包廠在21世紀初期結業，2014年人口2,441。